# STB Card

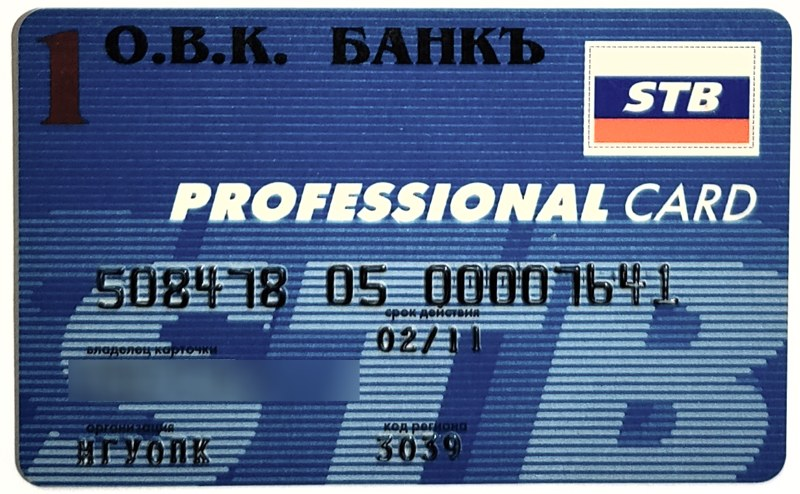
Дебетовая карта системы STB Card, выпущенная банком 1 ОВК

STB Card — российская национальная система межбанковских расчётов на основе пластиковых карточек. Была основана в 1992 году и наряду с Union Card, OLBI Card, Most Card стала одной из первых карточных систем России.
По состоянию на 1997 год, было эмитировано 1 млн. карт, при этом, ежемесячно совершалось 1,5 млн. транзакций на сумму $70 млн. 
Платежная система охватывала 82 субъекта РФ, 960 банкоматов в 124 городах, 874 отделения российских банков в 578 городах и районных центрах, более 3000 торговых предприятий в 52 городах.
В 2009 году в результате реструктуризации компании СТБ-КАРТ функции оператора Платежной системы СТБ переданы компании ЗАО «СТБ-Платежная Система». Функции третьестороннего процессора STB, Visa TPP и Europay MSP, а также SP по Diners Club и DC по American Express переданы ЗАО «СТБ КАРД».
Со временем платежная система стала терять позиции на рынке, и ЗАО «СТБ КАРД» было исключено из реестра юридических лиц в 2007 году. 
Действие товарного знака STB было прекращено в конце 2010 года (самый первый логотип STB Card действовал с 1994 по 2002 год). 
Часть первоначального бренда STB в качестве туристического направления действовала дольше всех - товарный знак STB Tours продлили до конца 2029 года, но его держатель - Общество с ограниченной ответственностью «СТБ ТУРС» прекратил деятельность после окончания конкурсного производства в августе 2023 года.
В настоящее время под торговой маркой stb card свои платежные карты начала предлагать, в том числе иностранным гражданам, израильская компания STB Union .
В 2023 году Роспатент зарегистрировал новый товарный знак stbcard (заявка 2022783161) по 36 классу международного классификатора товаров и услуг с датой приоритета 19.11.2022 года, сроком на 10 лет. 